# Epirrhoe echigoensis
Epirrhoe echigoensis là một loài bướm đêm trong họ Geometridae.